# گوزلدره
گوزلدره، شهری در بخش باغ حلی شهرستان سلطانیه در استان زنجان ایران است. این شهر، مرکز بخش باغ حلی است.

## جمعیت
بر پایه سرشماری عمومی نفوس و مسکن در سال ۱۳۹۵، جمعیت شهر گوزلدره برابر با ۱٬۵۳۲ نفر (۵۴۲ خانوار) بوده است.